# 岡崎俊夫
岡崎 俊夫（おかざき としお、1909年2月1日 - 1959年5月26日）は、日本の中国文学者、翻訳家。

## 経歴
出生から修学期
1909年、青森県南津軽郡の黄檗宗法眼寺で生まれた。父親が僧籍にあり、また教育上の都合から幼少期は山口県、福岡県と小学校を転々とした。父親が東京府東京市芝区白金（現在の東京都港区白金）の瑞聖寺住職になったのを機に、芝区の小学校に転校。浦和高校に入学し、在学中に文学活動を始めた。1928年に小説「髑髏」を浦高学友会雑誌に発表。また、同校在学時に武田泰淳や萩原文彦らと知り合っている。
1930年、東京帝国大学文学部支那哲学科に入学。哲学を学びたいと考えていたものの、教授内容は漢学であり、落胆した。在学中の1932年、胡也頻の「同棲」を翻訳し、同人雑誌『集団』に発表。1933年、東京帝国大学を卒業した。
大学卒業後(戦前)
卒業後は記者となり、時事新報に入社。横浜の裁判所詰め記者として活動した。しかし、1934年3月に同社代表の武藤山治が不慮の死を遂げたのを機に退社。
その後は、東亜高等予備校に就職。同時代の中国文学作品に親しんでいた岡崎であったが、中国語を学ぶために本郷にあった第一外語の夜学に通い、奥平定世らから学んだ。1934年8月、周作人が来日した際に歓迎会を催したのを機に、岡崎俊夫、武田泰淳、竹内好の3人を中心に「中国文学研究会」が発足。
1936年6月、朝日新聞社に入社し、名古屋支社の整理部校閲課に配属。1940年、高橋俊江と結婚。1942年7月、北京支局に転勤とを命じられた。その北京滞在中の体験を基にして、随筆「北京行状記」を執筆。1944年1月、本国への帰社を命じられたため、妻子を朝鮮京城にあった妹の婚家先に預けて一足先に帰国し、出版部編集局配属として大阪、東京で勤務。同年11月に東京に家族を呼び寄せ、杉並高円寺に居住した。1945年春に世田谷区大原町に移転したが、その直後の5月25日の空襲で焼け出された。
太平洋戦争後
戦後、朝日新聞社出版局図書編集部次長となった。社の要職を務めると同時に、精力的に中国近代文学の翻訳を行い、最新の中国における文学の動向を日本に紹介した。また、東京大学や文化学院で講師を務めたり、講演活動も精力的に行った。
1959年5月26日、心臓麻痺のため神奈川県鎌倉市腰越の自宅で死去。

## 著作
編著
- 『天上人間』岡崎俊夫文集刊行会 1961[6]
- 『現代中国の作家たち』竹内好・岡崎俊夫編、和光社(現代選書) 1954

訳書
- 『母親 ほか3篇』(大陸文学叢書 5) 丁玲著、改造社 1938
- 『黒猫』(支那現代文学叢刊 2) 郭沫若著、伊藤書店 1939
- 『西康西蔵踏査記』劉曼卿著、松枝茂夫共訳、改造社 1939
  - 新版 慧文社(近代チベット史叢書） 2015
  - 改訳改題版『女性大使チベットを行く』陳舜臣編・解説、白水社(中国辺境歴史の旅) 1986
- 『沈倫 ほか7篇』(現代支那文学全集 2) 郁達夫著、東成社 1940
- 『老残遊記』劉鉄雲著、生活社(中国文学叢書) 1941
  - 文庫化 平凡社東洋文庫
- 『わが夢 わが青春』郁達夫著、寳雲社(中国文芸叢書) 1947
- 『霞村にいた時』丁玲著、四季社 1951
  - 文庫化 岩波文庫 1976
- 『中国小説選』筑摩書房(中学生全集) 1952
- 『引力』李広田著、岩波新書 1952
- 『寒夜』巴金著、嶌静子共訳、筑摩書房 1952
- 『文学と生活』丁玲著、青銅社(青銅選書) 1952
- 『亡命十年』郭沫若著、筑摩書房 1953
- 『憩園』巴金著、岩波新書 1953
- 『現代中国文学全集』第9巻 河出書房 1955

丁玲「太陽は桑乾河にかがやく」「新しい信念」「霞村にいた時」「夜」を担当
- 『京劇名作選』朝日新聞社(京劇読本) 1956
- 『三里湾』趙樹理著、新潮社 1957
- 『抗日戦回想録』郭沫若著、中央公論社 1959
  - 文庫化 中公文庫 2001

## 参考資料
- 『文藝年鑑』